# Kje Szungun
Kje Szungun (hangul: 계승운, RR: Gye Seung-un; 1943. december 26. –) észak-koreai válogatott labdarúgó.
Az észak-koreai válogatott tagjaként részt vett az 1966-os világbajnokságon.